# Calceolaria luteocalyx
Calceolaria luteocalyx là một loài thực vật có hoa trong họ Calceolariaceae. Loài này được Edwin mô tả khoa học đầu tiên năm 1970.